# Blind Side (knotlampのアルバム)
『Blind Side』（ブラインド サイド）は、knotlampのインディーズデビューミニアルバムである。発売元は、LD&K Records。

## 解説
今作は、インディーズレーベルLD&K Recordsと契約して初のCD発売となる。

## 収録内容
CD
1. A Star Tribe
2. Booster
3. 遠くへ
4. Another Escape
5. The Limited World
6. Toward The Sun
7. They will be gone
8. End the worst days